# René Lunden
 (janvier 2022).
Si vous disposez d'ouvrages ou d'articles de référence ou si vous connaissez des sites web de qualité traitant du thème abordé ici, merci de compléter l'article en donnant les références utiles à sa vérifiabilité et en les liant à la section « Notes et références ».
Pour les articles homonymes, voir Lunden.
René Lunden, né le 2 juin 1902 à Bruxelles en Belgique et mort en service aérien commandé le 3 avril 1942 à Chichester au Royaume-Uni, est un bobeur belge et un navigateur de la Royal Air Force.

## Carrière
René Lunden participe aux épreuves de bobsleigh aux Jeux olympiques de 1936 à Garmisch-Partenkirchen, terminant huitième en bob à quatre et à deux.
Il est aussi présent aux Championnats du monde 1939 à Saint-Moritz et remporte une médaille d'or en bob à deux.

## Palmarès

### Championnats du monde
- : médaillé d'or en bob à deux aux Championnats du monde 1939.